# 小行星6098
小行星6098（英語：6098 Mutojunkyu）是一颗围绕太阳公转的小行星。1991年10月31日，松山正則、渡邊和郎在钏路市发现了此天体。
这颗小行星的绝对星等为56.45284347879632等。